# HD 142 b
HD 142 b – planeta pozasłoneczna typu gazowy olbrzym, obiegająca gwiazdę HD 142 w średniej odległości 1 j.a. Planeta znajduje się w tzw. ekosferze tego układu planetarnego i jeśli posiada księżyce, to mogą istnieć na nich zbiorniki ciekłej wody.